# Португейс, Семён Осипович
Семён Осипович (Соломон Иосифович) Португейс (1 мая 1881 или 1880, Кишинёв, Бессарабская губерния — 27 февраля 1944, Нью-Йорк) — российский редактор, журналист и публицист, публиковавшийся главным образом под псевдонимами Степан Иванович, Ст. Иванович, С. Ф. Иванович и В. И. Талин. Другие псевдонимы — Соломонов, Стива Нович, Ив., Ст., Иван., Ив—ч, Ст. С., Нович, С. И., Ст. И., Мартын Малый. С 1920 года — в эмиграции, один из основателей научной советологии.

## Биография
Родился в многодетной ремесленной семье. Принимал участие в деятельности кружка сосланного в Кишинёв Д. Б. Рязанова. С 1901 года учился в технической школе в Мангейме, с 1902 года в пивоваренной школе в Мюнхене. В революционном движении с 1900 года (после раздела РСДРП в 1903 году — социал-демократ, меньшевик). В 1905 году в Петербурге подвергся аресту, был выслан в Кишинёв, оттуда переехал в Одессу и начал работать в газете «Коммерческая Россия», а став её редактором в память С. И. Радченко принял псевдоним «Степан Иванович» (1911).
Был делегатом V (Лондонского) съезда РСДРП (1907) от одесской организации. Впоследствии меньшевик-ликвидатор, сотрудник газеты «Голос социал-демократа». Печатался в газетах, журналах и сборниках «Современное слово» (1906), «Книга» (1907), «Новая книга» (1907), «Русская жизнь» (1907), «Наш мир» (1907), «Народная дума» (1907), «Наша заря» (1910—1913), «Дело жизни» (1911), «Запросы жизни» (1911), «Живое дело» (1912), «Страхование рабочих» (1912—1914), «Рабочая газета» (1917), «Современный Мир», «Образование», «Литературный распад», «Вершины». Был известен фельетонами, но много публиковался также на экономические темы. В те же годы примкнул к группе А. Н. Потресова (впоследствии был его ближайшим другом).
В 1912—1917 годах был постоянным сотрудником редакций петербургских газет «День» (1912—1917, с 1914 года редактор) и «Луч» (1912—1913). Во время первой мировой войны занимал оборонческие позиции. В годы Гражданской войны покинул Петроград и через Киев пробрался в Одессу, где вновь работал в печатных органах, в частности в газете «Грядущий день» (1919). Работал инструктором на всероссийской переписи 1920 года в Херсонской губернии (опубликовал о ней книгу «По переписи: из записок советского статистика», 1922), в том же году вернулся в Кишинёв (в ту пору в аннексированной Румынией Бессарабии).
В 1921 году переехал в Берлин, где организовал и редактировал журнал «Заря» (1922—1925, орган социал-демократической мысли), был членом берлинского Союза русских писателей и журналистов, издавал серию «Библиотека демократического социализма». С 1925 года жил в Париже, состоял в Союзе русских писателей и журналистов в Париже. Был ближайшим соратником А. Н. Потресова (автор книги о нём — «А. Н. Потресов: опыт культурно-психологического портрета», 1938), членом крайне правого крыла партии меньшевиков, занимал антибольшевистские позиции. Иногда именуется «первым советологом» русской эмиграции, особенную известность получили его обширные монографии «Пять лет большевизма» (1922), «Российская коммунистическая партия» (1924), «ВКП: Десять лет коммунистической монополии» (1928) и «Красная армия» (1931).
В 1930-е годы участвовал в собраниях журнала «Новая Россия». Печатался в журналах «Современные записки» (с 1921 года), «Числа», «Русские записки», газетах «Еврейская трибуна», «Последние новости» и других. В 1931—1934 годах был редактором основанного им журнала «Записки социал-демократа». В 1934 году принял участие в коллективном сборнике «Socialism, fascism, communism» на английском языке (работа «The Crisis of Capitalism and the Crisis of Socialism»). В 1940 году переехал в Нью-Йорк (жил на Лонг-Айленде), где сотрудничал в «Новом журнале» и «Новом русском слове». Публиковался также в американских периодических изданиях на идише (главным образом в нью-йоркской газете «Форвертс», как «Ш. Португейс» и «С. Иванович» в 1929—1944 годах). Будучи тяжело больным, много времени проводил в больницах и санаториях. Похоронен на кладбище Mount Carmel движения «Арбетер Ринг».

## Семья
Жена — Полина Ароновна Португейс (урождённая Глузгольд, партийный псевдоним Клавдия, 1884—?), из семьи оргеевского купца 2-й гильдии и хозяина мельницы, участница социал-демократического движения в Одессе; подвергалась арестам.

## Книги
- Кадеты и евреи. Евреи и кадеты. Совместно с Д. И. Заславским. Петроград: Тип. Ганзбурга, 1916.
- Социальная реформа и социалистическая революция. — Петроград : Шиповник, 1917. — 24 с.
- Равноправие евреев / С предисл. Максима Горького. — 2-е изд. — Петроград : Союз солдат-республиканцев, 1917. — 16 с.
- Сумерки русской социал-демократии. Париж, 1921.
- Демократия и социализм. Берлин: Грани, 1921.
- Ст. Иванович Царство социальной иллюзии: опыт по психологии большевизма Архивная копия от 29 марта 2015 на Wayback Machine // Современные записки. 1921. Кн. V. С. 171—200.
- По переписи: из записок советского статистика. Берлин: Грани, 1922. — полный текст журнального варианта Архивная копия от 28 марта 2015 на Wayback Machine
- Пять лет большевизма: начала и концы. Берлин: Заря, 1922. — полный текст (недоступная ссылка).
- Коммунист на деревне. Берлин, 1923.
- Российская коммунистическая партия. Берлин: Свободная Россия, 1924.
- ВКП: Десять лет коммунистической монополии. Серия «Библиотека Демократического социализма» под редакцией А. Н. Потресова, вып.1. Париж: La Societe nouvelle d’editions franco-slaves, 1928.
- Красная армия. Париж: Современные записки, 1931. — 243 с.
- А. Н. Потресов: опыт культурно-психологического портрета. Париж: La Russie nouvelle (Maison du livre étranger), 1938. — 222 с.